# Hugo Wittrock
Hugo Wittrock (* 7. Julijul. / 19. Juli 1873greg. in Laugo auf Ösel, Gouvernement Estland; † 25. August 1958 in Lübeck) war ein Versicherungsfachmann, deutsch-baltischer Politiker und kommissarischer Oberbürgermeister der Stadt Riga 1941–1944.

## Leben
Wittrock war ein Sohn des aus Holstein eingewanderten Gutsverwalters Friedrich W. Wittrock und seiner Frau Amalie geb. Schasmin, die estnischer Herkunft war. Der spätere Pastor Viktor Wittrock war sein älterer Bruder. Als Schüler des Gymnasiums in Arensburg erlebte er die damalige Russifizierungspolitik im Baltikum.
Wittrock studierte vier Jahre am Polytechnikum Riga und wurde Mitglied des Corps Rubonia, wurde dann aber Versicherungsbeamter. Als solcher lernte er Russland bis nach Sibirien kennen. 1908 machte er sich durch Gründung einer Versicherungsfirma in Riga selbständig. Wittrock engagierte sich führend in der Kulturarbeit der Deutschen, etwa beim Deutschen Verein in Livland und im „Deutschen Männergesang“. Außerdem war er Stadtverordneter in Riga. Dank seiner Initiative wurden in der Stadt ein deutsches Handwerkerlehrlings- und ein deutsches Kaufmannslehrlings-Heim gegründet, die er beide leitete. Nach der Eroberung Rigas im Ersten Weltkrieg durch deutsche Truppen 1917 wurde Wittrock Berater für Städtische Angelegenheiten beim deutschen Gouvernement. Nach Kriegsende floh er nach Deutschland. 1925 kehrte er nach Riga zurück, wo seine Firma weiterbestanden hatte und war 1930 bis 1936 Präses des Rigaer Gewerbevereins. 1936 zog er als Pensionär nach Königsberg (Preußen).
Wittrock war ein enger Vertrauter des Nationalsozialisten Alfred Rosenberg, mit dem er im Corps Rubonia seit dessen Studium freundschaftlich verbunden war. Trotz seines fortgeschrittenen Alters meldete Wittrock sich im Zweiten Weltkrieg 1941 freiwillig für eine Tätigkeit in der alten Heimat. Auf Rosenbergs Vermittlung wurde Wittrock nach dem Einmarsch der Wehrmacht in das Baltikum 1941 zum kommissarischen Oberbürgermeister von Riga („Stadtkommissar“ bzw. Gebietskommissar von Riga-Stadt) ernannt und blieb bis zum Abzug der Deutschen 1944 im Amt. Als solcher unterstand er dem Generalkommissar (für Lettland) im Reichskommissariat Ostland Otto-Heinrich Drechsler. Rosenberg beabsichtigte damit, „die Konzentration deutschfeindlicher, lettischer Intelligenzkreise in der Stadtverwaltung zu verhindern,“ weil er Riga als „deutsche Stadt“ ansah.
Wittrock setzte diese Vorgaben einerseits dadurch um, dass er gezielt nach deutschbaltischen Mitarbeitern für die Stadtverwaltung suchte, eine Praxis, die in anderen Dienststellen der deutschen Zivilverwaltung nicht zu beobachten war. Andererseits verfolgte er eine gewisse „Germanisierungspolitik“, etwa indem er die Deutsche Domgemeinde in Riga neu begründete und gezielt Straßen Rigas umbenennen ließ. So verschwanden manche Straßennamen mit nationalen lettischen oder auch russischen Bezügen.
Wittrock konnte der NSDAP aufgrund fehlender deutscher Staatsbürgerschaft (er war Staatsbürger von Lettland) nicht beitreten und war damit der einzige Gebietskommissar, der nicht Mitglied in der Partei war.
Im September 1944 musste Wittrock infolge des Vordringens der Roten Armee Riga verlassen. In den Nachkriegsjahren hat er es in Deutschland „schwer gehabt“, was er „als gläubiger Christ ohne Verbitterung ertrug“ (Wilhelm Lenz sen. im Vorwort zu „Erinnerungen“). 1958 ist Wittrock infolge eines Verkehrsunfalls in Lübeck verstorben.
Wittrocks bis 1950 verfassten Erinnerungen wurden posthum veröffentlicht.

## Schriften
- Hat Riga ein deutsches Kaufmannslehrlingsheim nötig? Vortrag gehalten am 14. März 1912 im Rigaer Kaufmännischen Verein. Rigaer Tageblatt, Riga 1912.
- Der Handwerker. Löffler, Riga 1914.
- Werden und Entwicklung des deutschen Burschenwesens auf den baltischen Hochschulen. 2 kulturgeschichtliche Streifzüge. Beigefügtes Werk zu Vom Bursenknecht bis zum Farbenstudenten. G. Löffler, Riga 1924.
- Der deutsche Männergesang im Baltenlande. Direktion H. Wittrock, Riga 1933.
- Festbericht zur 25-Jahrfeier des Rigaer Deutschen Handwerkerlehrlingsheims am 1. Juni 1934. Deutscher Handwerker-Lehrlingsheim, Riga 1934.
- Erinnerungen (= Schriftenreihe der Carl-Schirren-Gesellschaft, Band 2). Bearbeitet von Wilhelm Lenz sen. und Wilhelm Lenz jun.: nach einem Manuskript Ein bewegtes Leben. Erinnerungen eines Deutschbalten. Verlag Nordland-Druck, Lüneburg 1979. ISSN 0171-1989
- Werden und Entwicklung des deutschen Burschenwesens auf den baltischen Hochschulen : ein kulturgeschichtlicher Streifzug. WJK-Verlag, Hilden 2004.